# Лаптев, Арий Ариевич
Арий Ариевич Лаптев (Ari Laptev; род. 10 августа 1950, Барышевка) — советский и шведский математик, специалист в области дифференциальных уравнений.
Окончил Ленинградский университет в 1972 году. В 1978 году защитил кандидатскую диссертацию на тему «Спектральная асимптотика одного класса интегральных операторов» под руководством Михаила Соломяка.
В период 1977—1982 годов — преподаватель ЛГУ.
В 1982 году женился на англичанке, был уволен из университета и после этого эмигрировал. С 1987 года — доцент в Линчёпингском университете, с 1992 года — преподаватель Королевской высшей технической школы Стокгольма, с 1999 года — профессор.
В 2007—2010 годы занимал пост президента Европейского математического общества. С 2011 года — директор Института Миттаг-Леффлера в Стокгольме.
Главный редактор журнала Acta Mathematica, входит в редколлегии ряда других математических журналов. Член Шведской королевской академии наук (2012). Почётный профессор Сибирского федерального университета (2015).

## Некоторые публикации
- Спектральная асимптотика одного класса интегральных операторов // Математические заметки, 16:5 (1974), 741—750
- Об оценках сингулярных чисел одного класса интегральных операторов // Записки научного семинара ЛОМИ, 110 (1981), 95-99
- Спектральная асимптотика одного класса интегральных операторов Фурье // Труды ММО, 43 (1981), 92-115
- Отрицательный спектр класса двумерных операторов Шрёдингера с потенциалами, зависящими от радиуса // Функциональный анализ и его приложения, 34:4 (2000), 85-87
- Неравенства Либа — Тирринга на торе (в соавторстве с А. А. Ильиным) // Математический сборник, 207:10 (2016), 56-79